# 同期のサクラ
『同期のサクラ』（どうきのサクラ）は、2019年10月9日から12月18日まで日本テレビ系「水曜ドラマ」で放送されていたテレビドラマ。脚本家である遊川和彦のオリジナル作品で、主演は高畑充希。

## 概要
自身の故郷と本土との間に橋を架けるという夢を果たすために上京し、大手ゼネコンに入社した新人女性社員北野サクラと、4人の同期社員たちの群像劇で、10年間の物語を1話＝1年として描いていく。物語は、第1話、第7話以降を除き、その回の中心人物が病床のサクラに語りかける形で進んで行く。
脚本の遊川や主演の高畑をはじめとする『過保護のカホコ』制作チームの再結集となったが、大平太プロデューサーによると、来年、自身の勤続30年を迎えることから、お仕事ドラマを作りたいと、遊川との打ち合わせに臨み、アイデアを出していくうちに遊川から“同期”という言葉が出たという。また最も苦労したサクラのキャラクター設定には、高畑も企画段階から参加したという。
2019年11月27日は『ベストアーティスト2019』放送のため休止となったが、主題歌「さくら（二〇一九）」を歌う森山直太朗の出演時にミニドラマが放送された。

## あらすじ
2019年4月1日、月村百合・木島葵・清水菊夫・土井蓮太郎は病院に駆けつけた。病室で意識が戻らぬまま眠り続ける北野サクラを前に、4人は再び目を覚ますことを願いながら、サクラとの日々を思い出していた。
2009年4月1日、故郷の離島から上京した北野サクラは花村建設に入社。入社式ではさっそく社長のスピーチに意見して場内を唖然とさせた。その後の新人研修で「日本の未来に残したい建造物の模型」を作る最終課題が出され、リーダーに指名されたサクラは、百合・葵・菊夫・蓮太郎と同じ班になる。サクラにとって初めての仲間となる同期たちと共に、研修と課題制作の打ち合わせを並行していく日々だったが、百合たちはサクラのマイペースさに困惑しバラバラになってしまう。最終課題の審査当日、前夜に耐重量を考慮して作り直した模型を手に出社したサクラは、審査内容に異を唱えたことで採用取り消しになりかけるが、人事部長の黒川森雄が処遇を預かる形で人事部に配属された。希望部署に配属された百合・葵・菊夫・蓮太郎とは、人事部の業務を通じてその後も深く関わっていくことになり、同期たちもまたサクラに巻き込まれながら、次第に心を動かされていく。

## 登場人物
登場人物のうち、サクラたち同期入社組5人と火野すみれの名字は、サクラを中心に、北極星と周りの惑星（月、木星、水星、土星、火星）になぞらえている。また、百合の両親、葵と蓮太郎の家族、匿名キャラクター以外の登場人物は全員、名前か名字に植物の漢字が入っているか、それそのものが名前になっている。

### 花村建設

#### 2009年同期入社組
北野サクラ（きたの さくら）
演 - 高畑充希（幼少期：秋山琴音）
1989年3月31日生まれ。新潟県の離島・美咲島出身。最終学歴は高等専門学校卒業。住まいは「カーサ美良 202号室」。血液型はAB型。普段は標準語かつ敬語で話すが、祖父・柊作に心の中で話したり、感情的になると新潟弁になる。どんな困難が降りかかってきても、決して自身の考えを曲げない強さを持っているため、忖度できない面がある。
出勤中に気になった建物やオブジェを見かけては写真撮影をするのが日課だが、それが原因で始業時間直前に到着することが多い。片足を後ろに下げて、引き気味に撮影を行ない、撮影後に「いい…非常にいい」と言葉を発する。同期たちとの問題の解決後には記念写真を撮り、問題を解決するきっかけとなるFAXで送られた柊作からのアドバイスとともに自身のアパートの部屋に飾っている。
口癖は「いい…非常にいい」の他に「私には夢があります!」。動作の癖は納得いかないことが発生すると「スーッ」と息を吸ってからダメ出ししたり、驚くとしばらくしゃっくりが止まらなくなったり、言いたいことを言えずに堪える場面では、貧乏ゆすりをしたりする。嘘をつく時には早口になる。
柊作から贈られたスーツを入社以来、布団の下で寝押しして着用していたが、入社4年目に新たなスーツが贈られた。私服は島に唯一ある洋品店のお薦めを着用しており、同期たちから「懐かしい感じのファッション」と評されるほど個性的である。百合の接待に同行した時には、3年間同じスーツしか着ていないことを知った百合が見かねて見立てた三ツ星レストランにふさわしい洋服がプレゼントされた。
柊作とのFAXでの近況のやりとりを欠かさず、壁にぶつかった時には「じいちゃんの（作った）コロッケが食べてぇ」と綴るが、返信された言葉に励まされ奮起する。
普段は酒を飲まないが、たまに飲んで酔ったときは泣き上戸になる。
8歳の頃、母（演 - 小出ミカ）が島の診療所で治せない病気にかかり、台風で本土への定期便が欠航になった中、父（演 - 井上尚）が無理矢理船を出して二人とも亡くなったため、橋があれば両親が死なずに済んだかもしれないという思いから、故郷の離島と本土との間に橋を架けることが夢。夢を実現するべく島民たちの長年の願いだった橋梁工事を請け負うことになった花村建設に入社。また小学校時代からサクラ一人だけのクラスだったため、同世代の仲間たちと過ごすことにも憧れていた。新人研修後は故郷の島に橋を架けることだけでなく、一生信じ合える仲間をつくることと、その仲間とたくさんの人を幸せにする建物を造ることが新たな夢として加わった。
土木部への配属を希望していたが、新人研修での言動などにより採用が取り消しとなる状況にまで陥り、最終的には人事部長の黒川が処遇を預かる形で新人研修を終えた後、人事部に配属となった。土木部への異動は諦めていないが、人事部の業務の一環で同期たちと関わるうちに、人事部の仕事に少しずつやりがいを覚えていく。
2011年3月、百合の接待に同行した際、広報部のクライアントを怒らせて会社に損害を与えたとして社史編纂室に異動となった。
2012年9月、人事部に復帰。上司から社内コンペの時間変更をわざと知らされていなかったことに逆上した蓮太郎を止めようとしてカッターで左手甲を切り、5針縫う怪我を負う。すみれに怪我の件で質問されたが、本当のことを答えることが出来ず、彼女にどのように答えればいいか相談した。
2013年9月、ベイサイドエリアの開発プロジェクトの件で、葵に同調し葵の父と兄に反抗して激怒されたことにより、花村建設の子会社・花村ホームに異動となった。
2015年11月、美咲島橋建設工事の住民説明会で安全性に不安を抱く島の人々を説得するために帰郷するが、直前に葵から仕様書と異なる工事が行われることを知らされ、桑原からの圧力もかかる中で、絶対に安全とは言い切れない、命を落とす可能性がある橋を絶対に造るわけにはいかないと事実を伝えた。その後、笑顔を取り繕いながら実家に戻ると、柊作が亡くなっているのを発見する。長年の夢を自らの手で潰し、最愛の家族も失い、葬儀を終えてアパートに帰った際、柊作が亡くなる前に送っていたFAXを見つけ、生きている望みを走り書きした文書をFAXで送るが、返信が無いのを見て同期たちとの記念写真や橋の模型などを投げ散らかし自暴自棄に陥る。心配した百合が迎えに来るまでの間は正座で呆然とし続けた。
2018年1月、会社を休職してから1年経ち、部屋はゴミだらけ状態になっていた。同期たちは会社に行けるように元気づけようとするものの、すべて失敗に終わってしまう。休職中の生活費は、柊作が使わず貯めていた自身が送った仕送りで費やしていた。AIスピーカーを購入してからの1年間、部屋の荷物はほとんどなくなり、AIスピーカーが唯一の話し相手となる。
2019年3月31日、百合が提案したFAX演出で同期たちに会いたくなって外に出たとき、草真と小梅の息子・良樹がバイクに轢かれそうになったのを助け、代わりに自身が轢かれてしまう。直後に起き上がりふらつきながらも意識はあったが、自宅にたどり着いた直後に力尽き、翌日から重い脳挫傷で意識不明となり入院している。酸素マスクを装着されていたが、10月時点で取り外されている。12月に意識を取り戻す。
月村百合（つきむら ゆり）
演 - 橋本愛
東京都出身。慶応大学卒業。両親が土建業を営んでいる。
自分が抱いている夢に向かって常に真摯であり、そのために常に自分の居場所を探し求めている。新人研修中、すぐに首を突っ込み、忖度できない性格のサクラに「あんたみたいに生きられる人なんていないの!」と激怒したことがある。
新人研修を終えた後、広報部への配属が決まった。才色兼備で、周囲への気配りもよく「ミス広報部」と呼ばれている。
2011年3月に寿退職を考えたが、サクラと向き合ううちに仕事をもっと頑張りたいと思えるようになり、結婚を取りやめ仕事を続けることを決意する。サクラとはそれを機に友人同士になり、苗字ではなく下の名前で呼び合うようになる。また、使い放題だったクレジットカードを両親に返却して、私生活を改めるようになる。
2018年、主任に昇格。
2019年、シングルマザーとして長女・夢（ゆめ）の母となる。娘の名はサクラの口癖から採られていて、出産に駆け付けた葵が提案し自身も賛同する。出産直後、葵の他に菊夫、蓮太郎も駆け付け、FAXを送る演出をしてサクラを励まそうとすることを提案し、彼らも賛同してくれた。
木島葵（きじま あおい）
演 - 新田真剣佑
東京都出身。帰国子女。花村建設の社長を目指すと明言する野心家。父と兄は高級官僚。酔うと笑い上戸になる。
中学時に、父の浮気が原因で母が豪邸を出ていった。
家庭では父からは幼少のころから勉学・スポーツ共に成績優秀な兄と比較されており、今も父と兄から蔑まれているため、2013年当時は2人に認められたいと願い、会社で頑張っていた。
新人研修を終えた後、都市開発部への配属が決まった。
2013年9月、社長賞を受賞する。直後にベイサイドエリアの開発プロジェクトが凍結となり、父と兄、及び、都市計画部の部長から評価されていないショックから一時は自殺を考え、それを見かねたサクラが同期を集めて励まされる。のちに、父と兄が花村建設にやってきたときに本音をぶつけたものの、それが彼らの逆鱗に触れてしまう。このことが原因で土木部に異動となった。サクラに励まされて以降は彼女に思いを寄せていて、同様に彼女に思いを寄せている菊夫とはライバル心を燃やしている。
2015年11月、美咲島橋建設工事住民説明会当日、基礎工事で注入するコンクリートのセメントの量が本来入れるべき割合より少ないために強度が弱くなっていることを見つけてサクラに伝える。
清水菊夫（しみず きくお）
演 - 竜星涼
熊本県出身。有名私立大学卒業。妹（声 - 斉木美帆）がおり、実家に仕送りをしている。
応援団出身で自分よりも頑張っている人の力になりたくて応援するほうが好き。
何事にも熱くなれる性格なのだが、サクラのように将来的な目標が定まっていない。
新人研修を終えた後、営業部への配属が決まった。
2010年10月に、大学の先輩でもある上司の桑原からパワハラを受け、超過労働によって倒れる。自分が何のために働いてるのかが分からなくなっていたところ、サクラから祖父の言葉を送られ、自分の弱さと向き合い、自分がやるべきと思った仕事をやりたいと桑原に宣言。それ以降はサクラに思いを寄せている。
東日本大震災以降はボランティアに参加し続け、熊本地震で地元の友人や親戚が被災してからは、自分のいるべき場所は大手ゼネコン会社ではないと考え、2019年に花村建設を退社し、ボランティア活動を行なうNPO法人で働いている。
土井蓮太郎（どい れんたろう）
演 - 岡山天音
東京都出身。二浪して大卒。一級建築士を目指す。実家はラーメン店。
何事にもコツコツ取り組む努力家ではあるが、前向きな考え方に持ち込めず、壁にぶちあたると他人のせいにする傾向がある。ラーメン店を営む両親に嫌気が差し、自室に閉じこもってはネットに愚痴をぶつけるという生活を送っていた。実家ではゲームをしていることが多いため、サクラからすみれの娘・つくしとゲームの相手をするように頼まれたことがある。その後も、つくしとゲームの相手をするようになり、それにつれてすみれとも親しくなり、彼女と付き合い始める。
新人研修を終えた後、設計部への配属が決まった。
入社以来、百合に思いを寄せており、百合が寿退社しようとしていた際に告白したが振られる。
2012年9月、一級建築士の試験に落ち続けていることを同僚からいじられたり、上司から社内コンペの時間変更をわざと一人だけ知らされず追い詰められた末に暴走を止めようとしたサクラを負傷させて無断欠勤を続けていたが、サクラたちの励ましで自信を取り戻し、自分で勝手に孤独な世界に閉じこもっていたことを反省して、部署内でコミュニケーションをとる姿勢を見せた。
2015年11月、一級建築士の資格を取得。
2019年にすみれと結婚した。

#### 人事部
火野すみれ（ひの すみれ）
演 - 相武紗季
人事部勤務。サクラたち新人社員の研修を担当し、配属先決定後は先輩としてサクラと関わっている。サクラとは10歳離れており、働く母としても奮闘中。
2014年10月、女性活躍促進セミナーのプロジェクトチームリーダーに就任するが、椿や米田からの講演とは直接関係ない部分にまで至る理不尽な要求の対応に追われる中、娘・つくしとの関係も上手くいかなくなり心が折れてしまう。しかし講演会当日、著書の宣伝や手抜きともいえる講演内容に社長と椿に意見し、働く女としても、母親としても中途半端な人間だったが、つくしやサクラを見習って、どんなにつらいことがあっても自分にウソをつかないで生きることを決心し、つくしとも和解した。サクラのいる住宅展示場に訪れ、今まで面倒くさくて見るのを拒み続けた建物写真を見て感心し、これからは相談にのることを彼女に伝えた。その後は社史編纂室に異動となったが、2018年に人事部に復帰した。
2012年時点で離婚してシングルマザーだったが、2019年に蓮太郎と結婚した。
黒川森雄（くろかわ もりお）
演 - 椎名桔平
人事部長。サクラの面接官を担当し、周囲の反対を押し切って採用した人物。3週間、サクラたち新入社員を正式配属まで預かり、それぞれの配属先を決定する重要な責務を負い、入社式や新人研修での言動で採用取り消しになりかけたサクラを預かる形で、人事部で上司として深く関わっていくことになる。
2015年、常務取締役に昇進。2019年、副社長に昇進。
2018年1月、欠勤し続けているサクラに解雇予告通知書を送り本社に呼び出した際、入社試験でサクラの面接を担当し、会社に活を入れる起爆剤になると考え、大勢の反対を押し切って彼女を採用した経緯を話した。そのときにサクラから提出された退職願を受理せず預かったままにしていたが、2019年11月、サクラの病室を訪れ、1年以上会社を休んでいることを理由に、11月30日付での解雇通知書を置いていった。

### サクラの隣人
脇田草真（わきた そうま）
演 - 草川拓弥（超特急）
サクラの隣に住む住人。小梅の夫。
2010年に小梅が妊娠した際は、自身の子どもかどうかを疑問に思い、彼女に激怒される。
仕事に就いてもなかなか長続きできず、何度も転職を繰り返している。
中村小梅（なかむら こうめ）
演 - 大野いと
サクラの隣に住む住人。草真の妻。
2010年に妊娠し、2011年に出産。2012年の時点で長男・良樹の母となる。
2019年3月31日、近くの公園で草真が再度会社を辞めたことから始まった夫婦喧嘩により良樹から目を離してしまい、バイクに轢かれそうになった良樹を助けたサクラを心配して救急車を呼ぼうとしたが、大丈夫だというサクラを見送ってしまう。
以上の経緯から、事の発端は自分達にあるため、一家で病室を訪れ、サクラの代わりに同期たちに謝罪する。
良樹（よしき）
演 - 嶺岸煌桜（1歳：畠山桃吏、2・3歳：森久保稲仁、4・5歳：藤本紘）
サクラの隣に住む住人。草真・小梅の息子。
2019年3月31日、近くの公園から転がったサッカーボールを追いかけて公道に出た直後にバイクに轢かれそうになるが、サクラに助けられる。

### その他
老女
演 - 柳谷ユカ
サクラが上京して早々に見つけた喫茶店「リクエスト」店主。店名どおり、客からのリクエストがあれば何でも作ってくれる上に値段は安い。口癖は「リクエストがあれば」。
2018年1月、「リクエスト」閉店。赤字続きで、もっと早く店を畳む予定だったが、サクラたち同期が毎日来店し、仕事を頑張っている姿を見て応援したくなり営業を続けていた。廃業後は息子夫婦の元へ身を寄せる。
本編では本名を明かしていないが、ショートドラマ『リクエストのミタ』で本名は三田タミ（みた タミ）であることが明らかになる。
リポーター
演 - 阿部祐二
情報番組で各時代の出来事をリポートし、視聴者に向けてその時代背景の移り変わりなどを伝える。
北野柊作（きたの しゅうさく）
演 - 津嘉山正種
サクラの祖父。両親を事故で亡くしたサクラを男手一つで育ててきた。
東京に移り住んだサクラとの連絡は、電話が苦手の上にメールを送ることが出来ないため、毎日FAXでやりとりし、サクラが悩んでいる時には達筆な字でアドバイスをして返信している。
心臓病を患っており、重度であることはサクラに隠し続けた。
2015年11月、美咲島橋建設工事住民説明会に向かうサクラを見送り、FAXを送った後、自宅で倒れて亡くなった。その前夜には同期たちにサクラとずっと仲間でいてほしいと頼んでいた。またサクラから毎月送られていた仕送りには一切手をつけていなかった。

### ゲスト
第1話
花村義造
演 - 西岡徳馬（第5話・第6話・最終話）
花村建設社長。漢字が苦手。
サクラたちが入社した2009年に、入社式でのスピーチを彼女から長いとクレームを受ける。
2020年3月22日、臨時取締役会にて業績不振の責任を問われ、代表取締役社長を解任される。
AIスピーカー
声 - 新かな子（第8話）
柊作の死後、2018年1月にサクラが購入した家電用品。同期たちと疎遠になってからはサクラの唯一の話し相手。

第2話
桑原厚矢（くわはら あつや）
演 - 丸山智己（第7話）
2010年時点の花村建設営業部長。黒川とは同期で次期社長候補としてライバル視している。
典型的な体育会系気質で、常に高圧的な性格。何かにつけて物事を菊夫に押し付け、図書館建設の営業を任せる。最終的には土木部に異動させられることとなり、役員として部で働くこととなる。
2015年11月、美咲島橋建設工事の土木担当役員として、利益を上げて予算を抑えるために、国の安全基準の範囲内ながらも橋梁の基礎部分の深さや本来入れるべき割合よりも少なくコンクリートのセメントの量を申請する。その上で、住民たちの説得を任されたサクラにも圧力をかけるが、最終的に彼女が「住民の安全」を優先して橋の建設中止を訴えたことに激怒する。説明会が終わった後にサクラに解雇をほのめかす暴言を吐き、彼女を庇う同期たちにも非難を浴びせる。

第3話
月村誠（つきむら まこと）
演 - 大河内浩
百合の父。土建業の社長。
普段から会社の仲間たちと、自宅でカラオケパーティーなどを行っている。
月村真理（つきむら まり）
演 - 大家由祐子
百合の母。
葦田（あしだ）
演 - 村田雄浩
2011年時点の花村建設広報部長。
原裕太（はら ゆうた）
演 - 小木茂光
花村建設と取引している瀬久自動車の専務。
下心丸出しで百合を接待する。百合と同行したサクラにタクシー代を渡して追い出そうとしたが、サクラの忖度をわきまえない言動に激怒してレストランを出る。
上林（うえばやし）
演 - 松川尚瑠輝（第4話）
花村建設設計部員。蓮太郎の先輩。
松下（まつした）
演 - 平田雄也（第4話）
花村建設設計部員。蓮太郎の後輩。一級建築士をストレートで取得する。

第4話
音大生
演 - 久保田紗友
通勤途中のサクラに落とした鍵を拾われた際、イヤホンで音楽を聴きながら歩いているのを注意され、不機嫌になる。
チェロの入ったケースを背負っている。
竹田（たけだ）
演 - 佐伯新
2012年時点の花村建設設計部長。
蓮太郎に設計コンペの時間変更を伝え忘れる。
土井仁太郎（どい じんたろう）
演 - 遠山俊也
蓮太郎の父。「土井らーめん」店主。
かつては一流企業に勤めていたが、脱サラをしてラーメン店を始める。
土井かおり（どい かおり）
演 - 西尾まり
蓮太郎の母。夫とともにラーメン店を切り盛りしている。
土井伸二郎（どい しんじろう）
演 - 福山康平
蓮太郎の弟。兄と違って、ラーメンを毎日食べて満足している。

第5話
木島康秀（きじま やすひで）
演 - 矢島健一
葵の父。国土交通省の幹部。
木島光一（きじま こういち）
演 - 木村了
葵の兄。東京大学卒業のエリート官僚。
杉原（すぎはら）
演 - 飯田基祐
2013年時点の花村建設都市開発部長。
葵に実力でなく彼の父のコネを当てにして都市開発部に配属になったことを口走ってしまう。

第6話
火野つくし（ひの つくし）
演 - 粟野咲莉（第7話）
すみれの娘。2014年時点で光が丘第一小学校2年生。
ダンゴムシを捕まえて一人で遊んでいたのを見た同級生から気持ち悪いと言われた上、両親が離婚したのは絶対お前のせいだと言われて我慢できず殴ってしまう。
2019年時点で中学1年生。
椿美栄子（つばき みえこ）
演 - 筒井真理子
評論家。優良企業の認定委員会のメンバーで、働く女性を応援する本を多く執筆している。理不尽で細かい要望が多く面倒な人物。
花村建設社長とは仲が良く、自叙伝を出版する際にアドバイスした。
女性活躍促進セミナーでの講演を依頼されて引き受けるが、講演よりも著書の宣伝と女性の活躍を応援していると内外にアピールするのにこだわり、講演時間を予定より短く終わらせる。講演後、今まで理不尽な要求を受けて我慢し続けたすみれに、講演内容について不満をぶつけられる。
米田望（よねだ のぞみ）
演 - 宍戸美和公
椿のマネージャー。すみれに理不尽な要求を押し付ける。
美咲島のおばちゃん
演 - 梅沢昌代（第7話・第9話）
心臓病を患っている柊作の面倒を見ていた。島に戻ってきたサクラには柊作の病が重度であることを伝える。
東京に戻ってしばらく連絡をよこさなかったサクラを心配し、彼女に島に戻るように伝える。

第7話
美咲島の人々
演 - 安田カナ、内村遥
島に戻ってきたサクラを温かく迎える。美咲島橋建設工事の住民説明会で美咲島に訪れた桑原の説明を全く信用できず、彼に対して激怒する。

第9話
宿河原（やどがわら）
演 - 夙川アトム
サクラがアルバイトしたコンビニの店長。
サクラが子供に聞かせられないような内容の通話をした男性客に注意したことに対して、逆にクレームをつけられ土下座する。その後、サクラをクビにする。
男性客
演 - 山本涼介
サクラがアルバイトしたコンビニの来店客。
接客を待たされていらついた上に、子供のいる前で不適切な内容の通話をしたことをサクラに注意されて逆上して、代わりに謝罪した店長に土下座を要求し、その様子をスマホで撮影した。
恒松誠二（これまつ せいじ）
演 - 平泉成（最終話）
建設会社・恒松建設工業の社長。
2020年1月、サクラを面接し採用を決めるが、直後に訪れた黒川からサクラを採用した場合は取引を打ち切ると告げられる。その後、花村建設を退社したサクラと再会し、うちで働かないかと誘う。

最終話
内定者
演 - 美山加恋
花村建設の2020年度内定者。
花村建設が中国の建設会社と合併する話を聞き不安になっていたが、サクラからきっといい仲間と出会うから大丈夫だと諭される。

## スタッフ
- 脚本 - 遊川和彦[1]
- 音楽 - 平井真美子
- 主題歌 - 森山直太朗「さくら（二〇一九）」（ユニバーサルミュージック）[21]
- 建築業監修 - 阿部守
- 資料提供 - VTN Architects
- 方言指導 - 伊藤富美也、笹川あさひ
- 医療監修 - 中澤暁雄
- 看護指導 - 松島由貴子
- 制作協力 - AX-ON
- チーフプロデューサー - 西憲彦
- プロデューサー - 大平太、田上リサ
- 演出 - 明石広人、南雲聖一、日暮謙
- 製作著作 - 日本テレビ

## 放送日程
| 話数                                                                         | 放送日   | ラテ欄                                                                                      | 現代                   | 過去                           | 中心人物                                                         | 演出     | 視聴率 |
| ---------------------------------------------------------------------------- | -------- | ------------------------------------------------------------------------------------------- | ---------------------- | ------------------------------ | ---------------------------------------------------------------- | -------- | ------ |
| 第1話                                                                        | 10月09日 | 1年1話で綴る 初めての仲間との10年日記 夢のために忖度しない女は 会社組織で生き残れるのか!?   | 2019年4月1日           | 2009年4月                      | 北野サクラ （サクラの同期4人）                                   | 明石広人 | 08.1%  |
| 第2話                                                                        | 10月16日 | 夢を諦めずに、 入社2年目の試練と闘う 忖度できない女は、 仲間をパワハラ上司から 救えるのか!? | 2019年4月1日           | 2010年5月                      | 清水菊夫                                                         | 明石広人 | 09.5%  |
| 第3話                                                                        | 10月23日 | 入社3年目震災発生 本気で叱ってくれた仲間が 寿退社に逃げる時 魂の叫び声は、ブスッブスブス!   | 2019年春               | 2011年3月                      | 月村百合                                                         | 南雲聖一 | 09.3%  |
| 第4話                                                                        | 10月30日 | 4年目の挫折に負ける奴は、 会社も辞めて一生引きこもってろ                                    | 2019年夏               | 2012年9月                      | 土井蓮太郎                                                       | 日暮謙   | 11.5%  |
| 第5話                                                                        | 11月06日 | 5年目にコネ発覚! 心ない初キスのお返しは 渾身のビンタ!!                                      | 2019年夏               | 2013年9月                      | 木島葵                                                           | 南雲聖一 | 11.8%  |
| 第6話                                                                        | 11月13日 | 6年目、遂に忖度!? 女が自分らしく生きるのは無理?                                             | 2019年10月             | 2014年10月                     | 火野すみれ                                                       | 明石広人 | 11.7%  |
| 第7話                                                                        | 11月20日 | 7年目、夢は叶わず最愛の人の死! 本当の試練と絶望                                             | 2019年11月             | 2015年11月                     | 北野サクラ （黒川森雄）                                          | 南雲聖一 | 12.2%  |
| 第8話                                                                        | 12月04日 | 8年目、友からの5枚のFAX                                                                     | 2019年12月             | 2016年11月 2018年1月 2019年3月 | 北野サクラ （脇田草真） （中村小梅） （サクラの同期4人）         | 明石広人 | 10.8%  |
| 第9話                                                                        | 12月11日 | 忖度しない彼女が帰って来た!                                                                 | 2019年12月 2020年1月   | -                              | 北野サクラ                                                       | 南雲聖一 | 10.3%  |
| 最終話                                                                       | 12月18日 | さらば友よ…涙はいりません!                                                                  | 2020年3月 2020年4月1日 | -                              | 北野サクラ サクラの同期4人 脇田草真 中村小梅 黒川森雄 火野すみれ | 明石広人 | 13.7%  |
| 平均視聴率 10.9%（視聴率はビデオリサーチ調べ、関東地区・世帯・リアルタイム） |          |                                                                                             |                        |                                |                                                                  |          |        |

## ショートドラマ
『リクエストのミタ』と題したショートドラマが制作され、地上波放送と連動してHuluにて第7話放送終了後の2019年11月20日より配信されている。全4話。サクラたちが通う喫茶店「リクエスト」→インターネットカフェ「リクエスト」を舞台に、店主である三田タミの視点から見た同期たちのサイドストーリーが描かれる。なお、三田タミは遊川が脚本を手がけたドラマ『家政婦のミタ』『曲げられない女』に登場するキャラクターと同一人物であることが明らかになっている。
登場人物
- 三田タミ - 柳谷ユカ
- 月村百合 - 橋本愛（第2話）
- 木島葵 - 新田真剣佑（第2話）
- 清水菊夫 - 竜星涼（第2話・第3話・第4話）
- 土井蓮太郎 - 岡山天音
- 火野すみれ - 相武紗季（第1話・第3話）

スタッフ
- 脚本 - 柴田泉、阿久津朋子
- 脚本監修 - 遊川和彦
- 演出 - 伊藤彰記

配信リスト
| 話数  | 配信日   | サブタイトル             | 脚本       |
| ----- | -------- | ------------------------ | ---------- |
| 第1話 | 11月20日 | すみれと蓮太郎の馴れ初め | 柴田泉     |
| 第2話 | 12月04日 | あのFAX作戦の裏側        | 阿久津朋子 |
| 第3話 | 12月11日 | ある夫婦の危機           | 阿久津朋子 |
| 第4話 | 12月18日 | さよならの前夜           | 阿久津朋子 |

## 関連商品
Blu-ray・DVD
- 同期のサクラ Blu-ray BOX・DVD-BOX、2020年4月22日発売予定

書籍
- 同期のサクラ オフィシャルブック：2019年12月5日発売、ぴあ、ISBN 978-4-8356-4138-6
- 同期のサクラ 私たちの10年の物語 彼女が教えてくれたこと 日本テレビ・著：2019年12月10日発売、祥伝社、ISBN 978-4-3966-1714-1

サウンドトラック
- ドラマ「同期のサクラ」オリジナル・サウンドトラック：2019年11月27日発売、バップ、品番：VPCD-86297